# DIVA×DIVA
DIVA×DIVA（ディーバ ディーバ）は、ソロ女性ボーカリストの森川美穂と麻倉あきらで結成された女性ボーカルユニットである。

## 概要
音楽プロデューサージョー・リノイエが以前からサウンドプロデュース、ヴォーカルプロデュースを担当していた森川と麻倉の2人で結成したボーカルユニット。
リノイエプロデュースによりシングル「ヤッホー」でデビュー。ユニット名は雑誌、web週刊少年サンデーにて一般公募され決定した。

## ディスコグラフィ

### シングル
ジェネオンエンタテインメントより
- ヤッホー（デビュー曲）オリコン最高位：185位 TV東京系アニメ「史上最強の弟子ケンイチ」のオープニングテーマ曲 （2007年8月8日）